# 高砂町 (高砂市)
高砂町（たかさごちょう）は、兵庫県高砂市南東部にある地域である。本項ではかつて同地域に所在した加古郡高砂町（たかさごちょう）についても述べる。

## 概要
山陽電気鉄道本線の高砂駅周辺、加古川河口右岸に位置する。兵庫県道718号明石高砂線の相生橋で加古川市と結ばれている。

### 地名
高砂町相生町
高砂町藍屋町
高砂町朝日町一 - 三丁目
高砂町今津町
高砂町魚町
高砂町戎町
高砂町沖浜町
高砂町鍵町
高砂町鍛冶屋町
高砂町狩網町
高砂町北渡海町
高砂町北本町
高砂町細工町
高砂町栄町
高砂町材木町
高砂町清水町
高砂町次郎助町
高砂町船頭町
高砂町大工町
高砂町高瀬町
高砂町田町
高砂町釣舟町
高砂町西宮町
高砂町農人町
高砂町浜田町一 - 二丁目
高砂町東農人町
高砂町東浜町
高砂町東宮町
高砂町松波町
高砂町南材木町
高砂町南渡海町
高砂町南浜町
高砂町南本町
高砂町宮前町
高砂町向島町
高砂町横町
高砂町猟師町
の37町のほか、西畑一 - 四丁目
から成る。

## 地理
- 河川：加古川

## 歴史
- 1876年（明治9年）2月 - 高砂東宮町に偕老小学校（現 高砂市立高砂小学校）が設置される。
- 1889年（明治22年）4月1日 - 町村制施行により、高砂細工町、高砂南浜町、高砂戎町、高砂西宮町、高砂田町、高砂今津町、高砂魚町、高砂大工町、高砂釣船町、高砂狩網町、高砂猟師町、高砂南本町、高砂南渡海町、高砂北渡海町、高砂横町、高砂北本町、高砂材木町、高砂東浜町、高砂船頭町、高砂鍛冶屋町、高砂清水町、高砂東宮町、高砂高瀬町、高砂次郎助町、高砂藍屋町、高砂東農人町、高砂西之浜、高砂鍵町、高砂農人町の区域をもって加古郡高砂町が発足。
- 1901年（明治34年）4月 - 加古郡全町村組合立第四加古高等小学校が開設[3]。
- 1903年（明治36年）6月 - 第四加古高等小学校廃校。高砂町立高砂高等小学校が開設[3]。
- 1904年（明治37年）3月 - 高砂町立高砂高等小学校廃校[3]。
- 1954年（昭和29年）7月1日 - 加古郡荒井村、印南郡曽根町・伊保村と合併して高砂市が発足。高砂市高砂町となる。

## 交通

### 鉄道路線
- 山陽電気鉄道
  - 本線
    - 高砂駅

### 道路
- 兵庫県道210号高砂港線
- 兵庫県道718号明石高砂線